# Campionati del mondo di ciclismo su pista 2023 - Americana maschile
La gara di americana maschile ai Campionati del mondo di ciclismo su pista 2023 si è svolta l'8 agosto 2023 su un percorso di 200 giri per un totale di 50 km con sprint intermedi ogni 10 giri, di cui l'ultimo con punti doppi.
Hanno preso il via 18 coppie, di cui 12 hanno completato la gara.

## Podio
| Pos.    | Atleta                           | Nazionalità   |
| ------- | -------------------------------- | ------------- |
| Oro     | Jan-Willem van Schip Yoeri Havik | Paesi Bassi   |
| Argento | Oliver Wood Mark Stewart         | Gran Bretagna |
| Bronzo  | Aaron Gate Campbell Stewart      | Nuova Zelanda |

## Risultati
| Posizione | Nazione       | Atleti                                 | Punti giri | Punti sprint | Totale |
| --------- | ------------- | -------------------------------------- | ---------- | ------------ | ------ |
| 1         | Paesi Bassi   | Jan-Willem van Schip Yoeri Havik       | 0          | 37           | 37     |
| 2         | Gran Bretagna | Oliver Wood Mark Stewart               | 0          | 35           | 35     |
| 3         | Nuova Zelanda | Aaron Gate Campbell Stewart            | 0          | 34           | 34     |
| 4         | Belgio        | Lindsay De Vylder Robbe Ghys           | 0          | 32           | 32     |
| 5         | Paesi Bassi   | Lasse Norman Leth Michael Mørkøv       | 0          | 28           | 28     |
| 6         | Francia       | Benjamin Thomas Thomas Boudat          | 0          | 16           | 16     |
| 7         | Germania      | Roger Kluge Theo Reinhardt             | 0          | 14           | 14     |
| 8         | Spagna        | Sebastián Mora Albert Torres           | 0          | 14           | 14     |
| 9         | Italia        | Elia Viviani Michele Scartezzini       | 0          | 9            | 9      |
| 10        | Portogallo    | Rui Oliveira Ivo Oliveira              | 0          | 8            | 8      |
| 11        | Austria       | Felix Ritzinger Maximilian Schmidbauer | 0          | 0            | 0      |
| 12        | Giappone      | Shunsuke Imamura Kazushige Kuboki      | -40        | 3            | -37    |
| -         | Polonia       | Alan Banaszek Szymon Sajnok            | DNF        | DNF          | DNF    |
| -         | Rep. Ceca     | Denis Rugovac Jan Voneš                | DNF        | DNF          | DNF    |
| -         | Svizzera      | Claudio Imhof Lukas Rüegg              | DNF        | DNF          | DNF    |
| -         | Hong Kong     | Leung Chun Wing Leung Ka Yu            | DNF        | DNF          | DNF    |
| -         | Stati Uniti   | Gavin Hoover Colby Lange               | DNF        | DNF          | DNF    |
| -         | Canada        | Dylan Bibic Mathias Guillemette        | DNF        | DNF          | DNF    |

Nota:
 DNF = ritirati